# 4 Heures d'Imola 2022
Navigation
Édition précédente Édition suivante
Les 4 Heures d'Imola 2022, disputées le 15 mai 2022 sur le circuit d'Imola, sont la dix-huitième édition de cette course, la quatrième sur un format de quatre heures, et la deuxième manche de l'European Le Mans Series 2022.

## Course

### Classement de la course
Voici le classement final au terme de la course.
- Les vainqueurs de chaque catégorie sont signalés par un fond jauni.
- Pour la colonne Pneus, il faut passer le curseur au-dessus du modèle pour connaître le manufacturier de pneumatiques.

| Pos    | Classe | no | Écurie                    | Pilotes                                                    | Châssis                        | Pneus | Tours | Temps                      |
| Pos    | Classe | no | Écurie                    | Pilotes                                                    | Moteur                         | Pneus | Tours | Temps                      |
| ------ | ------ | -- | ------------------------- | ---------------------------------------------------------- | ------------------------------ | ----- | ----- | -------------------------- |
| 1      | LMP2   | 9  | Prema Racing              | Lorenzo Colombo Louis Delétraz Ferdinand Habsburg          | Oreca 07                       | G     | 127   | 4 h 00 min 39 s 273        |
| 1      | LMP2   | 9  | Prema Racing              | Lorenzo Colombo Louis Delétraz Ferdinand Habsburg          | Gibson GK428 4,2 l V8 Atmo     | G     | 127   | 4 h 00 min 39 s 273        |
| 2      | LMP2   | 22 | United Autosports         | Tom Gamble Philip Hanson Duncan Tappy                      | Oreca 07                       | G     | 127   | + 4 s 659                  |
| 2      | LMP2   | 22 | United Autosports         | Tom Gamble Philip Hanson Duncan Tappy                      | Gibson GK428 4,2 l V8 Atmo     | G     | 127   | + 4 s 659                  |
| 3      | LMP2   | 37 | Cool Racing               | Niklas Krütten Nicolas Lapierre Yifei Ye                   | Oreca 07                       | G     | 127   | + 29 s 182                 |
| 3      | LMP2   | 37 | Cool Racing               | Niklas Krütten Nicolas Lapierre Yifei Ye                   | Gibson GK428 4,2 l V8 Atmo     | G     | 127   | + 29 s 182                 |
| 4      | LMP2   | 65 | Panis Racing              | Julien Canal Nicolas Jamin Job van Uitert                  | Oreca 07                       | G     | 127   | + 29 s 981                 |
| 4      | LMP2   | 65 | Panis Racing              | Julien Canal Nicolas Jamin Job van Uitert                  | Gibson GK428 4,2 l V8 Atmo     | G     | 127   | + 29 s 981                 |
| 5      | LMP2   | 28 | IDEC Sport                | Paul-Loup Chatin Paul Lafargue Patrick Pilet               | Oreca 07                       | G     | 127   | + 1:04 s 130               |
| 5      | LMP2   | 28 | IDEC Sport                | Paul-Loup Chatin Paul Lafargue Patrick Pilet               | Gibson GK428 4,2 l V8 Atmo     | G     | 127   | + 1:04 s 130               |
| 6      | LMP2   | 30 | Duqueine Team             | Richard Bradley Reshad de Gerus Memo Rojas                 | Oreca 07                       | G     | 127   | + 1:28 s 794               |
| 6      | LMP2   | 30 | Duqueine Team             | Richard Bradley Reshad de Gerus Memo Rojas                 | Gibson GK428 4,2 l V8 Atmo     | G     | 127   | + 1:28 s 794               |
| 7      | LMP2   | 34 | Racing Team Turkey        | Jack Aitken Charlie Eastwood Salih Yoluç                   | Oreca 07                       | G     | 126   | + 1:29 s 192               |
| 7      | LMP2   | 34 | Racing Team Turkey        | Jack Aitken Charlie Eastwood Salih Yoluç                   | Gibson GK428 4,2 l V8 Atmo     | G     | 126   | + 1:29 s 192               |
| 8      | LMP2   | 19 | Algarve Pro Racing        | Sophia Flörsch Bent Viscaal                                | Oreca 07                       | G     | 126   | + 1 tour                   |
| 8      | LMP2   | 19 | Algarve Pro Racing        | Sophia Flörsch Bent Viscaal                                | Gibson GK428 4,2 l V8 Atmo     | G     | 126   | + 1 tour                   |
| 9      | LMP2   | 43 | Inter Europol Competition | Pietro Fittipaldi David Heinemeier Hansson Fabio Scherer   | Oreca 07                       | G     | 125   | + 2 tours                  |
| 9      | LMP2   | 43 | Inter Europol Competition | Pietro Fittipaldi David Heinemeier Hansson Fabio Scherer   | Gibson GK428 4,2 l V8 Atmo     | G     | 125   | + 2 tours                  |
| 10     | LMP2   | 31 | TDS Racing x Vaillante    | Mathias Beche Philippe Cimadomo Tijmen van der Helm        | Oreca 07                       | G     | 125   | + 2 tours                  |
| 10     | LMP2   | 31 | TDS Racing x Vaillante    | Mathias Beche Philippe Cimadomo Tijmen van der Helm        | Gibson GK428 4,2 l V8 Atmo     | G     | 125   | + 2 tours                  |
| 11     | LMP2   | 21 | Mühlner Motorsport        | Matthias Kaiser Thomas Laurent Ugo de Wilde                | Oreca 07                       | G     | 125   | + 2 tours                  |
| 11     | LMP2   | 21 | Mühlner Motorsport        | Matthias Kaiser Thomas Laurent Ugo de Wilde                | Gibson GK428 4,2 l V8 Atmo     | G     | 125   | + 2 tours                  |
| 12     | LMP2   | 24 | Nielsen Racing            | Matthew Bell Ben Hanley Rodrigo Sales                      | Oreca 07                       | G     | 124   | + 3 tours                  |
| 12     | LMP2   | 24 | Nielsen Racing            | Matthew Bell Ben Hanley Rodrigo Sales                      | Gibson GK428 4,2 l V8 Atmo     | G     | 124   | + 3 tours                  |
| 13     | LMP2   | 40 | Graff Racing              | David Droux Sébastien Page Eric Trouillet                  | Oreca 07                       | G     | 123   | + 4 tours                  |
| 13     | LMP2   | 40 | Graff Racing              | David Droux Sébastien Page Eric Trouillet                  | Gibson GK428 4,2 l V8 Atmo     | G     | 123   | + 4 tours                  |
| 14     | LMP2   | 88 | AF Corse                  | Nicklas Nielsen François Perrodo Alessio Rovera            | Oreca 07                       | G     | 123   | + 4 tours                  |
| 14     | LMP2   | 88 | AF Corse                  | Nicklas Nielsen François Perrodo Alessio Rovera            | Gibson GK428 4,2 l V8 Atmo     | G     | 123   | + 4 tours                  |
| 15     | LMP2   | 47 | Algarve Pro Racing        | James Allen John Falb Alex Peroni                          | Oreca 07                       | G     | 123   | + 4 tours                  |
| 15     | LMP2   | 47 | Algarve Pro Racing        | James Allen John Falb Alex Peroni                          | Gibson GK428 4,2 l V8 Atmo     | G     | 123   | + 4 tours                  |
| 16     | LMP3   | 3  | United Autosports         | Andrew Bentley Kay Van Berlo                               | Ligier JS P320                 | M     | 122   | + 5 tours                  |
| 16     | LMP3   | 3  | United Autosports         | Andrew Bentley Kay Van Berlo                               | Nissan VK56 5,6 l V8 Atmo      | M     | 122   | + 5 tours                  |
| 17     | LMP2   | 35 | BHK Motorsport            | Francesco Dracone Sergio Campana Markus Pommer             | Oreca 07                       | G     | 122   | + 5 tours                  |
| 17     | LMP2   | 35 | BHK Motorsport            | Francesco Dracone Sergio Campana Markus Pommer             | Gibson GK428 4,2 l V8 Atmo     | G     | 122   | + 5 tours                  |
| 18     | LMP3   | 27 | Cool Racing               | Antoine Doquin Jean-Ludovic Foubert Nicolas Maulini        | Ligier JS P320                 | M     | 122   | + 5 tours                  |
| 18     | LMP3   | 27 | Cool Racing               | Antoine Doquin Jean-Ludovic Foubert Nicolas Maulini        | Nissan VK56 5,6 l V8 Atmo      | M     | 122   | + 5 tours                  |
| 19     | LMP3   | 17 | Cool Racing               | Mike Benham Malthe Jakobsen Maurice Smith                  | Ligier JS P320                 | M     | 121   | + 6 tours                  |
| 19     | LMP3   | 17 | Cool Racing               | Mike Benham Malthe Jakobsen Maurice Smith                  | Nissan VK56 5,6 l V8 Atmo      | M     | 121   | + 6 tours                  |
| 20     | LMGTE  | 69 | Oman Racing avec TF Sport | Ahmad Al Harthy Sam De Haan Marco Sørensen                 | Aston Martin Vantage AMR       | G     | 121   | + 6 tours                  |
| 20     | LMGTE  | 69 | Oman Racing avec TF Sport | Ahmad Al Harthy Sam De Haan Marco Sørensen                 | Aston Martin 4,0 l V8 Bi-Turbo | G     | 121   | + 6 tours                  |
| 21     | LMP3   | 5  | RLR Msport                | Nick Adcock Michael Jensen Alex Kapadia                    | Ligier JS P320                 | M     | 120   | + 7 tours                  |
| 21     | LMP3   | 5  | RLR Msport                | Nick Adcock Michael Jensen Alex Kapadia                    | Nissan VK56 5,6 l V8 Atmo      | M     | 120   | + 7 tours                  |
| 22     | LMGTE  | 95 | Oman Racing avec TF Sport | Jonny Adam John Hartshorne Henrique Chaves                 | Aston Martin Vantage AMR       | G     | 120   | + 7 tours                  |
| 22     | LMGTE  | 95 | Oman Racing avec TF Sport | Jonny Adam John Hartshorne Henrique Chaves                 | Aston Martin 4,0 l V8 Bi-Turbo | G     | 120   | + 7 tours                  |
| 23     | LMGTE  | 55 | Spirit of Race            | Duncan Cameron Matthew Griffin David Perel                 | Ferrari 488 GTE Evo            | G     | 120   | + 7 tours                  |
| 23     | LMGTE  | 55 | Spirit of Race            | Duncan Cameron Matthew Griffin David Perel                 | Ferrari F154CB 3,9 l V8 Turbo  | G     | 120   | + 7 tours                  |
| 24     | LMGTE  | 66 | JMW Motorsport            | Giacomo Petrobelli Sean Hudspeth Matthew Payne             | Ferrari 488 GTE Evo            | G     | 119   | + 8 tours                  |
| 24     | LMGTE  | 66 | JMW Motorsport            | Giacomo Petrobelli Sean Hudspeth Matthew Payne             | Ferrari F154CB 3,9 l V8 Turbo  | G     | 119   | + 8 tours                  |
| 25     | LMP3   | 4  | DKR Engineering           | Sebastián Álvarez (en) Alexander Bukhantsov Tom Van Rompuy | Duqueine M30 - D08             | M     | 119   | + 8 tours                  |
| 25     | LMP3   | 4  | DKR Engineering           | Sebastián Álvarez (en) Alexander Bukhantsov Tom Van Rompuy | Nissan VK56 5,6 l V8 Atmo      | M     | 119   | + 8 tours                  |
| 26     | LMGTE  | 60 | Iron Lynx                 | Matteo Cressoni Davide Rigon Claudio Schiavoni             | Ferrari 488 GTE Evo            | G     | 118   | + 9 tours                  |
| 26     | LMGTE  | 60 | Iron Lynx                 | Matteo Cressoni Davide Rigon Claudio Schiavoni             | Ferrari F154CB 3,9 l V8 Turbo  | G     | 118   | + 9 tours                  |
| 27     | LMGTE  | 33 | Rinaldi Racing            | Christian Hook Óscar Tunjo Fabrizio Crestani               | Ferrari 488 GTE Evo            | G     | 117   | + 10 tours                 |
| 27     | LMGTE  | 33 | Rinaldi Racing            | Christian Hook Óscar Tunjo Fabrizio Crestani               | Ferrari F154CB 3,9 l V8 Turbo  | G     | 117   | + 10 tours                 |
| 28     | LMGTE  | 93 | Proton Competition        | Michael Fassbender Richard Lietz Zacharie Robichon         | Porsche 911 RSR-19             | G     | 107   | + 20 tours                 |
| 28     | LMGTE  | 93 | Proton Competition        | Michael Fassbender Richard Lietz Zacharie Robichon         | Porsche 4,2 l Flat-6 Atmo      | G     | 107   | + 20 tours                 |
| 29     | LMGTE  | 83 | Iron Lynx                 | Sarah Bovy Rahel Frey Michelle Gatting                     | Ferrari 488 GTE Evo            | G     | 107   | + 20 tours                 |
| 29     | LMGTE  | 83 | Iron Lynx                 | Sarah Bovy Rahel Frey Michelle Gatting                     | Ferrari F154CB 3,9 l V8 Turbo  | G     | 107   | + 20 tours                 |
| 30     | LMP3   | 15 | RLR Msport                | Valentino Catalano Horst Felbermayr, Jr. Austin McCusker   | Ligier JS P320                 | M     | 106   | + 22 tours                 |
| 30     | LMP3   | 15 | RLR Msport                | Valentino Catalano Horst Felbermayr, Jr. Austin McCusker   | Nissan VK56 5,6 l V8 Atmo      | M     | 106   | + 22 tours                 |
| 31     | LMP3   | 11 | Eurointernational         | Max Koebolt Jérôme de Sadeleer (en)                        | Ligier JS P320                 | M     | 106   | + 22 tours                 |
| 31     | LMP3   | 11 | Eurointernational         | Max Koebolt Jérôme de Sadeleer (en)                        | Nissan VK56 5,6 l V8 Atmo      | M     | 106   | + 22 tours                 |
| 32     | LMP3   | 13 | Inter Europol Competition | Charles Crews Nico Pino Guilherme Oliveira                 | Ligier JS P320                 | M     | 99    | + 28 tours                 |
| 32     | LMP3   | 13 | Inter Europol Competition | Charles Crews Nico Pino Guilherme Oliveira                 | Nissan VK56 5,6 l V8 Atmo      | M     | 99    | + 28 tours                 |
| N.c.   | LMP3   | 14 | Inter Europol Competition | Noam Abramczyk James Dayson Mateusz Kaprzyk                | Ligier JS P320                 | M     | 118   | Sortie de piste            |
| N.c.   | LMP3   | 14 | Inter Europol Competition | Noam Abramczyk James Dayson Mateusz Kaprzyk                | Nissan VK56 5,6 l V8 Atmo      | M     | 118   | Sortie de piste            |
| N.c.   | LMP2   | 51 | Team Virage               | Gabriel Aubry Rob Hodes Jazeman Jaafar                     | Oreca 07                       | G     | 87    | Sortie de piste            |
| N.c.   | LMP2   | 51 | Team Virage               | Gabriel Aubry Rob Hodes Jazeman Jaafar                     | Gibson GK428 4,2 l V8 Atmo     | G     | 87    | Sortie de piste            |
| N.c.   | LMP3   | 7  | Nielsen Racing            | James Littlejohn Anthony Wells                             | Ligier JS P320                 | M     | 66    | Contact et radiateur percé |
| N.c.   | LMP3   | 7  | Nielsen Racing            | James Littlejohn Anthony Wells                             | Nissan VK56 5,6 l V8 Atmo      | M     | 66    | Contact et radiateur percé |
| N.c.   | LMP3   | 2  | United Autosports         | Josh Caygill Bailey Voisin Finn Gehrsitz                   | Ligier JS P320                 | M     | 44    |                            |
| N.c.   | LMP3   | 2  | United Autosports         | Josh Caygill Bailey Voisin Finn Gehrsitz                   | Nissan VK56 5,6 l V8 Atmo      | M     | 44    |                            |
| N.c.   | LMGTE  | 18 | Absolute Racing           | Andrew Haryanto Alessio Picariello Martin Rump             | Porsche 911 RSR-19             | G     | 37    | Contact                    |
| N.c.   | LMGTE  | 18 | Absolute Racing           | Andrew Haryanto Alessio Picariello Martin Rump             | Porsche 4,2 l Flat-6 Atmo      | G     | 37    | Contact                    |
| N.c.   | LMP3   | 10 | Eurointernational         | Xavier Lloveras Glenn van Berlo (en) Adrien Chila          | Ligier JS P320                 | M     | 27    |                            |
| N.c.   | LMP3   | 10 | Eurointernational         | Xavier Lloveras Glenn van Berlo (en) Adrien Chila          | Nissan VK56 5,6 l V8 Atmo      | M     | 27    |                            |
| N.c.   | LMGTE  | 32 | Rinaldi Racing            | Pierre Ehret Nicolas Varrone Gabriele Lancieri (en)        | Ferrari 488 GTE Evo            | G     | 19    | Contact                    |
| N.c.   | LMGTE  | 32 | Rinaldi Racing            | Pierre Ehret Nicolas Varrone Gabriele Lancieri (en)        | Ferrari F154CB 3,9 l V8 Turbo  | G     | 19    | Contact                    |
| N.c.   | LMGTE  | 77 | Proton Competition        | Gianmaria Bruni Lorenzo Ferrari Christian Ried             | Porsche 911 RSR-19             | G     | 11    |                            |
| N.c.   | LMGTE  | 77 | Proton Competition        | Gianmaria Bruni Lorenzo Ferrari Christian Ried             | Porsche 4,2 l Flat-6 Atmo      | G     | 11    |                            |
| N.c.   | LMP3   | 6  | 360 Racing                | Ross Kaiser Mark Richards Terrence Woodward                | Ligier JS P320                 | M     | 4     | Sortie de piste            |
| N.c.   | LMP3   | 6  | 360 Racing                | Ross Kaiser Mark Richards Terrence Woodward                | Nissan VK56 5,6 l V8 Atmo      | M     | 4     | Sortie de piste            |
| Dsq. ‡ | LMGTE  | 57 | Car Guy Racing            | Mikkel Jensen Takeshi Kimura Frederik Schandorff           | Ferrari 488 GTE Evo            | G     | 120   |                            |
| Dsq. ‡ | LMGTE  | 57 | Car Guy Racing            | Mikkel Jensen Takeshi Kimura Frederik Schandorff           | Ferrari F154CB 3,9 l V8 Turbo  | G     | 120   |                            |

- † La Ferrari 488 GTE Evo n°57 de l'écurie japonaise Car Guy Racing a été disqualifié à l'issue des vérifications techniques d'après-course où un diffuseur non conformes a été trouvé[2].

## Pole position et record du tour
- Pole position :  Alessio Rovera sur n°83 AF Corse en 1 min 32 s 269
- Meilleur tour en course :  Lorenzo Colombo sur n°9 Prema Racing en 1 min 33 s 702 au 37e tour.

## Tours en tête
- no 9 Oreca 07 - Prema Racing : 57 tours (1-37 / 65 / 87-89 / 112-127)[3]
- no 37 Oreca 07 - Cool Racing : 47 tours (38-40 / 43-63 / 66-86 / 110-111)
- no 22 Oreca 07 - United Autosports : 2 tours (41 / 64)
- no 83 Oreca 07 - AF Corse : 1 tour (42)
- no 65 Oreca 07 - Panis Racing : 20 tours (90-109)

## À noter
- Longueur du circuit : 4,909 km
- Distance parcourue par les vainqueurs : 623,443 km